# Jan van Vlijmen
Jan van Vlijmen (ur. 11 października 1935 w Rotterdamie, zm. 24 grudnia 2004 w Réveillon) – holenderski kompozytor.

## Życiorys
Studiował grę na fortepianie i organach w konserwatorium w Utrechcie, w latach 1953–1959 uczył się kompozycji u Keesa van Baarena. Od 1961 do 1965 roku był dyrektorem szkoły muzycznej w Amersfoort. W latach 1965–1968 wykładał teorię muzyki w konserwatorium utrechckim. Od 1970 do 1985 roku pełnił funkcję dyrektora konserwatorium w Hadze. W latach 1984–1987 był dyrektorem De Nederlandse Opera. Od 1990 do 1997 był kierownikiem artystycznym Holland Festival. W 1997 roku osiadł we Francji.

## Twórczość
Początkowo tworzył w technice dodekafonicznej, z czasem jednak traktując serię w sposób swobodny, odchodząc od prawa równorzędności wszystkich stopni skali dwunastodźwiękowej. We wczesnym okresie swojej twórczości nawiązywał do dorobku Stockhausena i Bouleza, wprowadzając totalny serializm i aleatoryzm. W latach 70. XX wieku dokonał zwrotu ku tradycji, odchodząc od dogmatycznego traktowania zasad awangardy w kierunku łączenia elementów pochodzących z muzyki poprzednich epok i nawiązując do dawnych środków i technik kompozytorskich, przywracając istotne miejsce harmonice i melodyce.

## Wybrane kompozycje
(na podstawie materiałów źródłowych)

### Utwory orkiestrowe
- Gruppi na 20 instrumentów i perkusję (1961–1962, zrewid. 1980)
- Spostamenti (1963)
- Serenata I na 12 instrumentów i perkusję (1963–1964, zrewid. 1967)
- Serenata II na flet i 4 grupy instrumentalne (1964)
- Sonata na fortepian i 3 grupy instrumentalne (1966)
- Per diciasette na 17 instrumentów dętych (1968)
- Interpolations na orkiestrę i dźwięki elektroniczne (1968, zrewid. 1981)
- Omaggio a Gesualdo na skrzypce i 6 grup instrumentalnych (1971)
- Quaterni I (1979)
- Quaterni II (Sonata a tre) na skrzypce, róg, fortepian i orkiestrę (1982)
- Koncert fortepianowy (1991)
- Concerto grosso na grupę 4 solistów i orkiestrę 15 instrumentów (2001)
- Trois incantations (2001)
- Celebration (2002)

### Utwory kameralne
- I Kwartet smyczkowy (1956)
- 2 kwintety dęte (I 1959, II 1972)
- Serie per 6 strumenti (1960)
- Costruzione na 2 fortepiany (1960)
- Dialogue na klarnet i fortepian (1966)
- Trimurti, trittico per quartetto d’archi (1980, zrewid. 1981)
- Faithful na altówkę (1984)
- Nonet na flet, klarnet, klarnet basowy, fortepian, kwartet smyczkowy i kontrabas (1985)
- Solo II na klarnet (1986)
- Solo III na wiolonczelę (1991)
- Solo IV na flet altowy (1995)
- Kwintet smyczkowy (1996)
- Sei pezzi na skrzypce i fortepian (1998)
- Gestures I–II na skrzypce i fortepian (1999)
- Sekstet smyczkowy (2000, zrewid. 2003)
- Solo V na puzon (2005)
- Octopus na 8 wiolonczel (2004)
- Trio estatico na skrzypce, wiolonczelę i fortepian (2004)

### Utwory wokalno-instrumentalne
- Morgensternlieder na mezzosopran i fortepian (1958)
- Mythos na 9 instrumentów i mezzosopran (1963)
- Quaterni III–IV na sopran, chór i orkiestrę (1984, zrewid. 1985)
- Such a Day of Sweetness na sopran i orkiestrę (1988)
- Inferno na 3 grupy wokalne i 4 grupy instrumentalne (1991–1993)
- Monumentum na orkiestrę i mezzosopran (1998)
- Choeurs na chór kameralny i kilka instrumentów (1999, zrewid. 2003)

### Utwory sceniczne
- moralitet Reconstructie (wyst. Amsterdam 1969), wspólnie z Louisem Andriessenem, Mishą Mengelbergiem, Reinbertem de Leeuwem, Hugo Clausem, Harrym Mulischem i Peterem Schatem
- opera Axel, wspólne z Reinbertem de Leeuwem (1975–1977, wyst. Scheveningen 1977)
- opera Un malheureux vêtu de noir (wyst. Amsterdam 1990)
- dramat liryczny Thyeste (wyst. Bruskela 2005)